# Tripoli Lake, Algoma
Tripoli Lake är en sjö i Kanada.   Den ligger i distriktet Algoma och provinsen Ontario, i den sydöstra delen av landet, 800 km väster om huvudstaden Ottawa. Tripoli Lake ligger 420 meter över havet.
I omgivningarna runt Tripoli Lake växer i huvudsak blandskog. Trakten runt Tripoli Lake är nära nog obefolkad, med mindre än två invånare per kvadratkilometer.